# Calumma guillaumeti
Calumma guillaumeti este o specie de cameleoni din genul Calumma, familia Chamaeleonidae, descrisă de Brygoo, Blanc și Domergue 1974. A fost clasificată de IUCN ca specie cu risc scăzut. Conform Catalogue of Life specia Calumma guillaumeti nu are subspecii cunoscute.